# Bundesarbeitsgemeinschaft Schwule Jurist*innen
Die Bundesarbeitsgemeinschaft Schwule Jurist*innen (BASJ) ist ein 1981 gegründetes Netzwerk von Angehörigen juristischer oder verwandter Berufe, die in der Rechtspolitik zu LGBTQI*-Themen aktiv sind.

## Geschichte
Das 1981 als „Schwule Initiative gegen den Paragraphensumpf“ (SchwIPS) gegründete Netzwerk konzentrierte sich zunächst auf die Erstellung des ersten deutschsprachigen Rechtsratgebers für Schwule, der 1982 unter dem Titel „Recht Schwul“ im Verlag rosa Winkel erschien. Wichtige Mitwirkende in dieser Phase waren u. a. Jörg Bressau und Stefan Reiß.
Im Zuge der seit den 1980er Jahren insbesondere unter schwulen Männern grassierenden AIDS-Welle beschäftigte sich die BASJ mit den rechtlichen Aspekten von HIV/AIDS; 1988 veröffentlichte Stefan Reiß gemeinsam mit Sabine Mehlem und Jürgen Wolff den „Rechtsratgeber AIDS – Konfliktfälle im Alltag“.
Seit Anfang der 1990er Jahre war Manfred Bruns in der BASJ engagiert. In diese Zeit fällt insbesondere der zweite Rechtsratgeber „Schwule im Recht“ im Palette-Verlag (1992) sowie die Aktion Standesamt gemeinsam mit dem damaligen SVD, welche ein großes Medienecho hervorrief und so die – nunmehr unter dem Namen „Bundesarbeitsgemeinschaft Schwule Juristen“ bzw. „Die Schwulen Juristen“ auftretende – BASJ auch in der Öffentlichkeit bekannt machte. Hierdurch sowie durch die Anfang der 1990er Jahre beginnende öffentlichen Debatte über die gleichgeschlechtliche Ehe wurde die BASJ auch in der politischen Diskussion zunehmend wahrgenommen.
Seit 2024 lautet die Eigenbezeichnung Bundesarbeitsgemeinschaft Schwule Jurist*innen (BASJ).

## Aktivitäten
Die BASJ äußert sich zu verschiedenen Themen mit LGBTQI*-Bezug; Mitglieder der BASJ nehmen regelmäßig an Anhörungen im Deutschen Bundestag teil.